# Talagabodas
Talagabodas (nebo také Telagabodas) je dlouhodobě nečinná sopka na indonéském ostrově Jáva, zhruba 5 kilometrů severně od stratovulkánu Galunggung. Masiv Talagabodasu tvoří čedičové a andezitové lávy a pyroklastika. Vrcholový kráter zčásti zabírá kráterové jezero se zvýšeným obsahem síry a v jeho okolí se taktéž vyskytují fumaroly a početné termální prameny. Kdy došlo k poslední erupci, není známo.